# Развој светског рекорда на 10.000 метара за жене
Светски рекорди у дисциплини трчања на 10.000 метара у женској конкуренцији, које ИААФ званично признаје, воде се од 1967. године. Први рекорди су мерени ручно (штоперицом). До 1975.

## Не ратификовани рекорди на 10.000 метара
| Време    | Електронски | Атлетичарка        | Земља            | Место                      | Датум            |
| -------- | ----------- | ------------------ | ---------------- | -------------------------- | ---------------- |
| 38:06,4  |             | Ен О'Брајен        | Ирска            | Gormanstown, Ирска         | 26. март 1967.   |
| 35:30,5  |             | Паола Пигни        | Италија          | Милано, Италија            | 9. мај 1970.     |
| 34:51,0  |             | Кети Гибонс        | Сједињене Државе | Финикс, САД                | 12. јун 1971.    |
| 35:00,4  |             | Џули Браун         | Сједињене Државе | Лос Анђелес, САД           | 29. март 1975.   |
| 34:01,4  |             | Христа Валенсик    | Западна Немачка  | Волфсбург, Западна Немачка | 20. август 1975. |
| 33:34,2  |             | Лоа Олафсон        | Данска           | Хвидовре, Данска           | 19. март 1977.   |
| 33:15,09 |             | Пеги Непел         | Сједињене Државе | Лос Анђелес, САД           | 9. јун 1977.     |
| 32.43,2  |             | Наталија Марасеску | Румунија         | Baile Felix, Румунија      | 22.јануар 1978.  |
| 31.45,40 |             | Лоа Олафсон        | Данска           | Копенхаген, Данска         | 6. април 1978.   |
| 32:30,80 |             | Олга Кренцер       | Совјетски Савез  | Москва, СССР               | 7. август 1981.  |

Да данас (30.6.2017) ИААФ је ратификовао укупно 9 светска рекорда у женској конкуренцији.

## Ратификовани рекорди на 10.000 метара
| Време    | Електронски | Атлетичарка         | Земља            | Место                  | Датум               | Трајање                       |
| -------- | ----------- | ------------------- | ---------------- | ---------------------- | ------------------- | ----------------------------- |
| 32:17,20 |             | Јелена Сипатова     | Совјетски Савез  | Москва, СССР           | 19. септембар 1981. | 9 месеци и 27 дана            |
| 31:35,3  |             | Мери Декер          | Сједињене Државе | Јуџин, САД             | 16. јул 1982.       | 10 месеци и 13 дана           |
| 31:35,01 |             | Људмила Баранова    | Совјетски Савез  | Краснодар, СССР        | 29. мај 1983.       | 3 месеца и 9 дана             |
| 31:27,58 |             | Раиса Садрејдинова  | Совјетски Савез  | Одеса, СССР            | 7. септембар 1983.  | 9 месеци и 17 дана            |
| 31:13,78 |             | Олга Бондаренко     | Совјетски Савез  | Кијев, СССР            | 24. јун 1984.       | 1 година, 1 месец и 3 дана    |
| 30:59,42 |             | Ингрид Кристијансен | Норвешка         | Осло, Норвешка         | 27. јул 1985.       | 11 месеци и 8 дана            |
| 30:13,74 |             | Ингрид Кристијансен | Норвешка         | Осло, Норвешка         | 5. јул 1986.        | 7 година, 2 месеца и 3 дана   |
| 29:31,78 |             | Ђунсја Ванг         | Кина             | Пекинг, Кина           | 8. септембар 1993.  | 22 године, 11 месеци и 4 дана |
| 29:17,45 |             | Алмаз Ајана         | Етиопија         | Рио де Жанеиро, Бразил | 12. август 2016.    | 8 година и 288 дана           |